# Ardijejci
Ardijejci (Ardiaei, Vardaei), ilirsko pleme s južne obale Jadrana koje prvo među Ilirima osnivaju državu pod vodstvom kralja Agrona, na području od lijeve obale Neretve pa do Vojuše u Albaniji. 
Stari Grci, a potom i stari Rimljani Ardijejce ili Ardijeje (Ardiaei/Vardaei) smatrali su jednim od najmoćnijih ilirskih plemena. Njihov prvobitni dom, do IV. stoljeća pr. n. e. bio je južno od Autarijata, dakle, u širem reonu kalinovačkog platoa. Odatle ih Autarijati potiskuju, zbog prevlasti nad pašnjacima i slanim vrelima, na prostor Gatačkog polja i južno uz jadransku obalu (pretežno područje koje danas zauzima južna Dalmacija) sve do Boke kotorske, a po nekima su se graničili i s drevnim skadarskim Ilirima Labeatima (Labeatae) i drugimaod desne obale Neretve (Narona). Tu su postali vrsni pomorci, a svoje vještine stekli su najprije upravo na rijeci Neretvi. Gradili su male i brze brodice, slične onima po kojima su bili poznati Iliri Liburni, od kojih su kasnije taj pomorski izum "pozajmili"  Rimljani, kao što su od Ilira pozajmili i mnoge druge izume (npr. tuniku "Dalmatika" - vidi mozaik s prikazom Cara Justinijana u crkvi San Vitale u Ravenni). Neki drevni povjesničari smatraju da je ilirska kraljica Teuta rodom iz plemena Ardijeja, iako drugi pak tvrde kako je Ardijejac podrijetlom njen suprug, ilirski kralj Agron, uz kojeg se veže najprosperitetniji period ilirske povijesti.
Rimljani su ih opisivali kao gusare, ali poznavajući osvajačke porive drevnog Rima u to doba, kao i tendenciju da veličaju vlastitu slavu i podcjenjuju druge narode, vrlo je moguće da su Rimljani pomorski otpor Ardijejaca i drugih Ilira interpretirali kao gusarstvo iz političkih ciljeva. Ako je suditi po drevnim izvorima, Iliri jesu bili gusari, i to nadaleko poznati, no upravo pod izgovorom "gušenja " ilirskog gusarstva Rimljani su i krenuli u osvajanje ilirskog teritorija.
Porazio ih je Servije Fulvije Flak (Servius Fulvius Flaccus) 135. pr. Kr. s 10,000 pješaka i 600 konjanika u blizini poluotoka Pelješca, nakon čega se povlače u unutrašnjost. Kako ih je preostalo veoma malo morali su se pokoriti Rimljanima koji ih natjeraše na ratarstvo i zabranu gusarenja. Moguće je i da su se asimilirali u druga kontinentalna plemena ili zajednice plemena. Pored toga, kada drevni povjesničari pišu kako su Ardijejci bili gotovo "izumrli",  možda nisu imali na umu doslovno značenje riječi, već izumiranje Ardijejaca kao gospodara istočne jadranske obale i jadranskog mora. 
Osobno ime Ardian ili Ardijan upravo potječe od imena ovog plemena.
Takodjer, smatra se kako je ime ardijejaca, povezano s Albanskom riječi "Ardhja", što u prijevodu znači "dolazak".

## Popis ardijejskih vladara
- Pleurat II. (260. - 250. pr. Kr.)
- Agron (250. - 231. pr. Kr.)
  - Teuta (231. - 229. pr. Kr.), regentkinja u ime pastorka Pinesa
  - Demetrije Hvaranin (229. - 220. pr. Kr.), regent u ime Pinesa
- Pines (231. - 217. pr. Kr.)